# Orlin Vallecillo
Orlin Jared Vallecillo Paguada (ur. 1 lipca 1983 w Sonaguera Colón) – piłkarz honduraski grający na pozycji bramkarza.

## Kariera klubowa
Vallecillo jest wychowankiem klubu CD Marathón W 2003. Marathónem dwukrotnie zdobył mistrzostwo Hondurasu: Clausura 2003 i Apertura 2004
W latach 2005–2006 był zawodnikiem pierwszoligowego Hispano Comayagua, z którego przeszedł do Realu España San Pedro Sula. Z Realem España zdobył mistrzostwo Hondurasu Clausura 2006/2007. W latach 2008–2009 był zawodnikiem Juventudu Santa Bárbara, po czym na początku 2010 powrócił do CD Marathón, w którym gra do chwili obecnej.

## Kariera reprezentacyjna
W reprezentacji Hondurasu Vallecillo zadebiutował 24 marca 2007 w meczu z reprezentacją Salwadoru. W tym samym roku był podstawowym zawodnikiem swojej drużyny w Złotym Pucharze CONCACAF, która dotarła do ćwierćfinału. Na turnieju w USA wystąpił we wszystkich czterech meczach z Panamą, Meksykiem, Kubą i w ćwierćfinale z Gwadelupą. W 2011 po czteroletniej przerwie Vallecillo powrócił do reprezentacji i został powołany na Złoty Puchar CONCACAF.